# Magnitud adimensional
En ciencias, una magnitud adimensional o magnitud de dimensión uno es una cantidad sin una dimensión física asociada, siendo por tanto un número puro que permite describir una característica física sin dimensión ni unidad de expresión explícita, y que como tal, siempre tiene una dimensión de 1. Las magnitudes adimensionales son ampliamente utilizadas en matemáticas, física, ingeniería o economía, y en la vida cotidiana (por ejemplo, en el conteo). Muchos números bien conocidos, como π, e y φ, son también adimensionales. Por el contrario, las magnitudes no adimensionales se miden en unidades de longitud, área, tiempo, etc.
Las magnitudes adimensionales se definen a menudo como productos, razones o relaciones de cantidades que sí tienen dimensiones, pero cuyas dimensiones se cancelan cuando sus potencias se multiplican. Este es el caso, por ejemplo, de la deformación relativa, una medida de la deformación que se define como el cambio en la longitud en relación con la longitud inicial: ya que ambas cantidades tienen dimensiones L (longitud), el resultado es una magnitud adimensional.
El análisis dimensional se utiliza para definir las cantidades adimensionales. La unidad del SI derivada asociada es el número 1. El Comité Internacional de Pesas y Medidas contempló la definición de la unidad 1 como el 'uno', pero la idea fue abandonada.
Las magnitudes adimensionales están involucrados particularmente en la mecánica de fluidos y en la descripción de fenómenos de transporte, moleculares y convectivos, ya que utilizan la similitud de modelos reducidos o teoría de las maquetas y construye la interpretación de los resultados de ensayos. Se llaman números adimensionales, números sin dimensión o incluso de números característicos.

## Propiedades
[cita requerida]
Aunque una magnitud adimensional no tiene ninguna dimensión física asociada a ella, puede tener unidades adimensionales. Para mostrar la magnitud que se está midiendo (por ejemplo, la fracción de masa o fracción molar), a veces es útil usar las mismas unidades, tanto en el numerador como en el denominador (kg/kg o mol/mol). La magnitud también se puede administrar como una relación entre dos unidades diferentes que tienen la misma dimensión (por ejemplo, años luz por metros). Este puede ser el caso de los cálculo de pendientes en los gráficos, o al hacer conversiones de unidades. Esta notación no indica la presencia de dimensiones físicas, y es puramente una convención de notación. Otras unidades adimensionales comunes son el % (= 0,01), el ‰ ( = 0,001), la ppm ( = 10 -6), la ppb ( = 10-9), la ppt ( = 10-12) y unidades angulares (grados, radianes, grad). Las unidades de número como la docena y la gruesa también son adimensionales.
Otros ejemplos son:
- Considérese este ejemplo: Sara dice: «De cada 10 manzanas que he cogido, 1 está podrida». La relación podrido /recolectada es (1 manzana) / (10 manzanas) = 0,1 = 10 %, que es una cantidad adimensional.
- Ángulos planos - Un ángulo se mide como la relación de la longitud de arco de un círculo subtendido por un ángulo cuyo vértice es el centro del círculo con alguna otra longitud. La relación —es decir, la longitud dividida por la longitud— es adimensional. Cuando se utiliza radianes como unidad, la longitud que se compara es la longitud del radio del círculo. Cuando se usan grados, la longitud del arco se compara con 1/ 360 de la circunferencia del círculo.
- En el caso de la cantidad adimensional π, siendo la relación de la circunferencia de un círculo con su diámetro, el número será constante independientemente de que unidades se utilicen para medir la circunferencia y el diámetro (por ejemplo, centímetros, milla, año luz, etc), siempre y cuando sea la misma unidad para ambos.

## Teorema π de Buckingham
La relación de dos cantidades con las mismas dimensiones es adimensional y tiene el mismo valor independientemente de las unidades utilizadas para calcularlas. Por ejemplo, si el cuerpo A ejerce una fuerza de magnitud F en el cuerpo B, y B ejerce una fuerza de magnitud f en A, entonces la relación F/f es siempre igual a 1, independientemente de las unidades reales utilizadas para medir  F  y f. Esta es una propiedad fundamental de las proporciones adimensionales y se sigue de la premisa de que las leyes de la Física son independientes del sistema de unidades utilizadas en su expresión. En este caso, si la relación F/f no siempre fuera igual a 1, se podría cambiar si se cambia del SI al CGS, eso significaría que la verdad o falsedad de la Tercera ley de Newton dependería del sistema de unidades utilizado, lo que estaría en contradicción con esa hipótesis fundamental. Este supuesto de que las leyes de la física no están supeditados a un sistema de unidades específico es la base del teorema π de Buckingham. Una declaración de este teorema es que cualquier ley física puede expresarse como una identidad que incluye únicamente las combinaciones adimensionales (proporciones o productos) de las variables vinculadas por la ley (por ejemplo, la presión y el volumen, que son inversamente proporcionales según la ley de Boyle). Si las combinaciones adimensionales de valores cambiasen con los sistemas de unidades, entonces la ecuación no sería una identidad, y el teorema de Buckingham no se cumpliría.
Otra consecuencia del teorema π de Buckingham del análisis dimensional es que la dependencia funcional entre un cierto número de variables (sea n) se puede reducir por el número de dimensiones independiente (sea k) que afectan a esas variables para dar un conjunto de p = n − k , cantidades adimensionales independientes. A los efectos del experimentador, diferentes sistemas que comparten la misma descripción por magnitudes adimensionales son equivalentes.
Un ejemplo de este teorema, es el consumo de potencia de un agitador con una forma dada, que es una función de la densidad y la viscosidad del fluido en agitación, el tamaño del agitador dada por su diámetro y la velocidad del agitador. Por lo tanto, se tendrían n = 5 variables. Las n = 5 variables se construyen a partir de k = 3 dimensiones:
- Longitud: L (m)
- Tiempo: T (s)
- Masa: M (kg)

De acuerdo con el teorema-π, las n = 5 variables se podrían reducir por las k = 3 dimensiones para formar p = n − k = 5 − 3 = 2 números adimensionales independientes, que son, en este caso del agitador:
- Número de Reynolds (un número adimensional que describe el régimen de flujo de líquidos)
- Número de potencia (que describe el agitador y también implica la densidad del fluido)

## Constantes físicas adimensionales
Ciertas constantes físicas fundamentales, como la velocidad de la luz en el vacío, la constante de gravitación universal, la constante de Boltzmann o la constante de Planck se pueden normalizar a 1 si se escogen las unidades apropiadas de tiempo, longitud, masa, carga eléctrica y temperatura. El sistema de unidades resultante se conoce como unidades naturales. Sin embargo, no todas las constantes físicas se pueden normalizar de esta manera. Por ejemplo, los valores de las siguientes constantes son independientes del sistema de unidades y deben ser determinadas experimentalmente:
- α ≈ 1/137.036, la constante de estructura fina, que es la constante de acoplamiento para la interacción electromagnética; [6]
- β (o μ) ≈ 1836, la relación de masa protón-electrón. Esta relación es la masa en reposo del protón dividida por la de los electrones. Una relación análoga se puede definir para cualquier partícula elemental; [6]
- αs, la constante de acoplamiento para la fuerza fuerte;
- αG ≈ 1.75×10−45, la constante de acoplamiento gravitacional.
- {\displaystyle r}, la razón tensor-escalar, que relaciona la contribución de modos tensoriales y escalares al espectro de potencia primordial observado en el radiación de fondo de microondas. [6]
- {\displaystyle \gamma }, el parámetro de Barbero-Immirzi, que determina la magnitude de los autovalores del operador de área en gravedad cuántica de bucles. [7]

## Lista de magnitudes adimensionales
El dominio de aplicación par excellence de los números adimensionales es la mecánica de fluidos, aunque existen cientos de números con una gran parte dedicada a temas altamente especializados. A continuación se recoge una lista no exhaustiva de las magnitudes adimensionales más comunes.
El sombreado tiene el siguiente significado:
| Nombre                                                  | Símbolo estándar                                     | Fórmula | Definición | Campo de aplicación                       |
| ------------------------------------------------------- | ---------------------------------------------------- | --- | --- | ----------------------------------------- |
| Albedo                                                  | {\displaystyle \alpha }                              | {\displaystyle {\alpha }=(1-D){\bar {\alpha }}(\theta _{i})+D{\bar {\bar {\alpha }}}}                                    | reflectividad de superficies o cuerpos. | Climatología, astronomía                  |
| Ángulo                                                  | rad                                                  | {\displaystyle {\rm {arco/radio}}}                                                                                       | medición de ángulos | Matemáticas, trigonometría y geometría    |
| Coeficiente de actividad                                | γ                                                    | {\displaystyle \gamma ={\frac {a}{x}}}                                                                                   | Expresa el factor de actividad química de una sustancia en su concentración molar | Química                                   |
| Coeficiente de arrastre (o coeficiente de Drag)         | {\displaystyle C_{d}}                                | {\displaystyle c_{\mathrm {d} }={\dfrac {2F_{\mathrm {d} }}{\rho v^{2}A}}\,}                                             | En resistencia al flujo, se usa para cuantificar el arrastre o resistencia de un objeto en un medio fluido como el aire o el agua. | Mecánica de fluidos y Aerodinámica        |
| Coeficiente de presión                                  | {\displaystyle C_{P}}                                | {\displaystyle C_{p}={\cfrac {p-p_{\infty }}{{\frac {1}{2}}\rho _{\infty }V_{\infty }^{2}}}}                             | Describe la presión relativa a través de un campo de flujo en dinámica de fluidos | Aerodinámica e hidrodinámica.             |
| Coeficiente de exceso de temperatura                    | Θr                                                   | {\displaystyle \Theta _{r}={\frac {T-T_{e}}{U_{e}^{2}/(2c_{p})}}}                                                        | transferencia de calor, dinámica de fluidos (cambio en la energía interna versus energía cinética). | Dinámica de fluidos                       |
| Coeficiente de Manning (o coeficiente de rugosidad)     | n                                                    | {\displaystyle n={\frac {1}{C}}R(h)^{1/6}}                                                                               | Usada en la determinación del caudal en un canal abierto (flujo impulsado por la gravedad) | Hidráulica                                |
| Coeficiente de Poisson                                  | {\displaystyle \nu }                                 | {\displaystyle \nu =-{\frac {\mathrm {d} \varepsilon _{\mathrm {trans} }}{\mathrm {d} \varepsilon _{\mathrm {axial} }}}} | Proporciona una medida del estrechamiento de sección de un prisma de material elástico lineal e isótropo cuando se estira longitudinalmente y se adelgaza en las direcciones perpendiculares a la de estiramiento. | Elasticidad                               |
| Coeficiente de rodadura                                 | Crr                                                  | {\displaystyle C_{rr}={\frac {N_{f}}{F}}}                                                                                | | Dinámica de vehículos                     |
| Coeficiente de rozamiento estático                      | {\displaystyle \mu _{s}}                             | | Rozamiento de los cuerpos sólidos en reposo | Mecánica                                  |
| Coeficiente de rozamiento dinámico                      | {\displaystyle \mu _{k}}                             | {\displaystyle {\frac {F_{\\|}}{F_{\bot }}}\leq \mu _{e}}                                                                | Rozamiento de los cuerpos sólidos en movimiento de traslación | Dinámica                                  |
| Coeficiente de sustentación                             | {\displaystyle C_{L}}                                | {\displaystyle C_{\mathrm {L} }={\frac {L}{qS}}}                                                                         | Relaciona la sustentación generada por un cuerpo con la densidad del líquido que rodea el cuerpo, su velocidad y un área de referencia asociado | Aerodinámica                              |
| Constante de acoplamiento gravitacional                 | {\displaystyle \alpha _{G}}                          | {\displaystyle \alpha _{G}={\frac {Gm_{e}^{2}}{\hbar c}}}                                                                | Caracteriza la intensidad de la gravitación entre partículas elementales típicas | Gravitación                               |
| Constante de estructura fina                            | {\displaystyle \alpha }                              | {\displaystyle \alpha ={\frac {e^{2}}{2\varepsilon _{0}hc}}}                                                             | Caracteriza la fuerza de la interacción electromagnética | Electrodinámica cuántica (QED)            |
| Decibelio                                               | dB                                                   | | Relación de dos intensidades, a menudo sonidos | Acústica                                  |
| Densidad relativa                                       | RD o rho_r                                           | {\displaystyle \rho _{r}={\frac {\rho }{\rho _{0}}}}                                                                     | En hidrometeoros, comparación de la densidad de una sustancia con la densidad de otra que se toma como referencia. | Física                                    |
| Dureza Rockwell                                         | -                                                    | - | Método para determinar la dureza mecánica | Ensayo de materiales                      |
| Elasticidad (economía)                                  | E                                                    | | Ampliamente utilizado para medir como la demanda o la oferta responden a los cambios en los precios | Economía                                  |
| Factor Q (o factor de calidad o factor de selectividad) | {\displaystyle Q}                                    | {\displaystyle Q=2\pi f_{r}\times {\frac {\text{Energía almacenada}}{\text{Potencia disipada}}}\,}                       | Mide la relación entre la energía reactiva que almacena y la energía que disipa durante un ciclo completo de la señal y describe cómo de aguda es la resonancia de un oscilador, resonador, filtro u otros circuitos sintonizados                                                                                          | Electrónica                               |
| Factor-J Colburn                                        |                                                      | | Coeficiente de transferencia de calor |                                           |
| Factor de forma                                         | H                                                    | {\displaystyle H={\frac {\delta ^{*}}{\theta }}}                                                                         | Relación del desplazamiento con el momento en el flujo de la capa límite | Mecánica de fluidos                       |
| Factor de fricción de Fanning (o número de Fanning)     | f                                                    | {\displaystyle \tau ={\frac {f\rho v^{2}}{2}}}                                                                           | Relacionado con el esfuerzo cortante en la pared de las tuberías (fracción de las pérdidas de presión debido a la fricción en una tubería; 1/4º del factor de fricción de Darcy) | Dinámica de fluidos                       |
| Factor de potencia                                      | f.d.p.                                               | {\displaystyle f.d.p.={\frac {P}{\|S\|}}=\cos(\Phi )\!}                                                                  | En un circuito de corriente alterna, es la relación entre la potencia activa, P, y la potencia aparente, S. Da una medida de la capacidad de una carga de absorber potencia activa. | Electrotecnia                             |
| Factor de fricción de Darcy                             | {\displaystyle C_{f}} o {\displaystyle f}            | {\displaystyle h_{f}=f\cdot {\frac {L}{D}}\cdot {\frac {V^{2}}{2g}}}                                                     | Fracción de las pérdidas de presión por fricción en una tubería, que es cuatro veces el factor de fricción de Fanning. | Dinámica de fluidos                       |
| Factor de van't Hoff                                    | i                                                    | {\displaystyle i=1+\alpha (n-1)}                                                                                         | En análisis cuantitativo, indica la cantidad de especies presentes que provienen de un soluto tras la disolución del mismo en un solvente dado; (Kf y Kb) | Fisicoquímica                             |
| Ganancia                                                |                                                      | | Es la relación entre la potencia entregada por la antena y la potencia que entregaría una antena isotrópica. | Electrónica                               |
| Gradiente hidráulico                                    | i                                                    | | Flujo de aguas subterráneas |                                           |
| Índice de refracción                                    | n                                                    | {\displaystyle n={\frac {c}{v_{\mathrm {p} }}}}                                                                          | Determina la reducción de la velocidad de la luz al propagarse por un medio homogéneo; de forma más precisa, es el cambio de la fase por unidad de longitud, esto es, el número de onda en el medio ({\displaystyle k}) será {\displaystyle n} veces más grande que el número de onda en el vacío ({\displaystyle k_{0}}). | Electromagnetismo, óptica                 |
| Kt/V                                                    |                                                      | {\displaystyle {\frac {K\cdot t}{V}}=\ln {\frac {C_{o}}{C}}}                                                             | Utilizado para cuantificar la hemodiálisis y la adecuación del tratamiento de diálisis peritoneal. | Medicina                                  |
| Número de Abbe                                          | V                                                    | {\displaystyle V={\frac {n_{d}-1}{n_{F}-n_{C}}}}                                                                         | dispersión refractiva en materiales ópticos | Óptica                                    |
| Número de Arquímedes                                    | Ar                                                   | {\displaystyle Ar={\frac {gL^{3}\rho _{\ell }(\rho -\rho _{\ell })}{\mu ^{2}}}}                                          | Se usa en los movimiento de fluidos debido a diferencias de densidad | Mecánica de fluidos                       |
| Número de Arrenius                                      | {\displaystyle \alpha }                              | | Razón entre la energía de activación y la energía térmica | Cinética química                          |
| Número de Bagnold                                       | Ba                                                   | {\displaystyle Ba={\frac {\rho d^{2}\lambda ^{1/2}\gamma }{\mu }}}                                                       | Flujo granular de sólidos, tales como grano y arena. | Mecánica de fluidos                       |
| Número de circulación de Blowdown                       | BC                                                   | | Desviación del flujo isotérmico en purga (despresurización rápida) de un recipiente a presión |                                           |
| Número de Bejan                                         | Be                                                   | {\displaystyle \mathrm {Be} ={\frac {\Delta PL^{2}}{\mu \alpha }}}                                                       | Razón entre la irreversibilidad de transferencia de calor y la irreversibilidad total debido a la transferencia de calor y la fricción del fluido | Termodinámica                             |
| Número de Bejan                                         | Be                                                   | {\displaystyle Be={\frac {\Delta P.L^{2}}{\mu \alpha }}}                                                                 | Caída de presión adimensional a lo largo de un canal | Mecánica de fluidos                       |
| Número de Bingham                                       | Bm                                                   | {\displaystyle Bm={\frac {\tau _{y}L}{\mu V}}}                                                                           | Razón entre la tensión de fluencia y la tensión viscosa | Dinámica de fluidos                       |
| Número de capilaridad de Bingham                        | Bm.Ca                                                | {\displaystyle Bm.Ca={\frac {\tau _{y}L}{\gamma }}}                                                                      | Razón entre la tensión de fluencia y la presión capilar | Dinámica de fluidos                       |
| Número de Biot                                          | Bi                                                   | {\displaystyle Bi={\frac {hL_{C}}{\ k_{b}}}}                                                                             | Relación entre la conductividad térmica superficial y la volumétrica en sólidos | Transferencia de calor                    |
| Número de Blake                                         | Bl o B                                               | {\displaystyle B={\frac {V\rho }{\mu (1-\epsilon )D}}}                                                                   | Importancia relativa de la inercia en comparación con las fuerzas viscosas en flujos fluidos a través de medios porosos |                                           |
| Número de Bodenstein                                    | Bo                                                   | {\displaystyle Bo=Re\cdot Sc=vL/{\mathcal {D}}}                                                                          | Distribución de tiempo de residencia |                                           |
| Número de Bond                                          | Bo                                                   | {\displaystyle Bo={\frac {\rho aL^{2}}{\gamma }}}                                                                        | Capilaridad impulsada por la flotabilidad |                                           |
| Número de Brinkman                                      | Br                                                   | {\displaystyle Br={\frac {\mu U^{2}}{\kappa (T_{w}-T_{0})}}}                                                             | Transferencia de calor por conducción desde una pared a un fluido viscoso | Transferencia de calor                    |
| Número de Brownell–Katz                                 |                                                      | | Combinación del número de capilaridad y del número de Bond | Dinámica de fluidos                       |
| Número de capilaridad                                   | Ca                                                   | {\displaystyle Ca={\frac {\mu u}{\gamma }}}                                                                              | Flujo de fluido influido por la tensión superficial | Dinámica de fluidos                       |
| Número de Chandrasekhar                                 | {\displaystyle \ Q}                                  | {\displaystyle {Q}\ =\ {\frac {{B_{0}}^{2}d^{2}}{\mu _{0}\rho \nu \lambda }}}                                            | Convección magnética para representar la relación entre la fuerza de Lorentz y la viscosidad |                                           |
| Número de Courant-Friedrich-Levy                        | {\displaystyle \nu }                                 | {\displaystyle C={\frac {u\;\Delta \,t}{\Delta \,x}}}                                                                    | Cociente entre el intervalo de tiempo y el tiempo de residencia en un volumen finito. Se aplica en la solución de Ecuaciones hiperbólicas en derivadas parciales. |                                           |
| Número de Damköhler                                     | Da                                                   | {\displaystyle Da=k\tau }                                                                                                | Relaciona la escala temporal de una reacción química con otros fenómenos de transporte que ocurran en el sistema. | Química                                   |
| Número de Dean                                          | D                                                    | {\displaystyle D={\frac {\rho ua}{\mu }}\left({\frac {a}{2R}}\right)^{1/2}}                                              | Usado en el estudio de flujos y vórtices en conductos curvados. | Mecánica de fluidos                       |
| Número de Deborah                                       | De                                                   | {\displaystyle De={\frac {t_{\mathrm {r} }}{t_{\mathrm {c} }}}}                                                          | Reología de fluidos viscoelásticos, caracteriza cuán fluido es un material. | Mecánica de fluidos                       |
| Número de Dukhin                                        | Du                                                   | | Relación entre la conductividad superficial eléctrica y la conductividad eléctrica bruta en sistemas heterogéneos. |                                           |
| Número de Eckert                                        | Ec                                                   | {\displaystyle {\mathit {Ec}}={\frac {V^{2}}{c_{p}\Delta T}}={\frac {\mbox{Energia Cinetica}}{\mbox{Entalpia}}}}         | En transferencias convectivas de calor, expresa la relación entre la energía cinética de un fluido y su entalpía. | Mecánica de fluidos                       |
| Número de Ekman                                         | Ek                                                   | {\displaystyle Ek={\frac {\nu }{2D^{2}\Omega \sin \varphi }}}                                                            | En geofísica planetaria, caracteriza la relación entre fuerzas viscosas y las fuerzas de Coriolis debidas a la rotación planetaria, siendo utilizado en la descripción de fenómenos geofísicos en los océanos y en la atmósfera.                                                                                           | Geofísica                                 |
| Número de Eötvös                                        | Eo                                                   | {\displaystyle \mathrm {Eo} ={\frac {\Delta \rho \,g\,L^{2}}{\sigma }}}                                                  | Usado para caracterizar la forma de una esfera de fluido (burbuja de aire, gota de agua, etc), es proporcional al cociente entre las fuerzas de flotación y las fuerzas debidas a la tensión superficial. | Dinámica de fluidos                       |
| Número de Ericksen                                      | Er                                                   | {\displaystyle \mathrm {Er} ={\frac {\mu vL}{K}}}                                                                        | Relación de la viscosidad y las fuerzas elásticas, usado en el comportamiento del flujo de cristal líquido. | Dinámica de fluidos                       |
| Número de Euler                                         | e                                                    | {\displaystyle e=\displaystyle \sum \limits _{n=0}^{\infty }{\dfrac {1}{n!}}=\approx 2.71828}                            | Es la base de los logaritmos naturales. No debe ser confundido con la Constante de Euler-Mascheroni | Matemáticas                               |
| Número de Euler (física)                                | Eu                                                   | {\displaystyle \mathrm {Eu} ={\frac {\Delta {}p}{\rho V^{2}}}}                                                           | Relación entre una pérdida de presión (por ejemplo un estrechamiento) respecto a la energía cinética por volumen del flujo; se usa para caracterizar pérdidas de carga en el flujo. | Hidrodinámica                             |
| Número-f (o relación focal)                             | {\displaystyle f}                                    | {\displaystyle f={\frac {N}{D}}}                                                                                         | Expresa la apertura de un objetivo en términos relativos respecto a su distancia focal F. Es la medida cuantitativa de la velocidad del objetivo debido a la relación directa entre "luminosidad" de la lente y mayores velocidades de obturación para una correcta exposición de la imagen sobre un soporte sensible.     | Óptica, fotografía                        |
| Números de Feigenbaum                                   | {\displaystyle \alpha ,\delta }                      | {\displaystyle \alpha \approx 2.50290,} {\displaystyle \ \delta \approx 4.66920}                                         | Ambos expresan cocientes que aparecen en los diagramas de bifurcación de la teoría del caos. | Teoría del caos                           |
| Número de Foppl–von Karman                              |                                                      | | thin-shell buckling |                                           |
| Número de Fourier                                       | Fo                                                   | {\displaystyle {\mbox{Fo}}={\frac {\alpha t}{L^{2}}}}                                                                    | Caracteriza la conducción de calor, siendo la relación entre la velocidad de la conducción de calor y la velocidad del almacenamiento de energía. |                                           |
| Número de Fresnel                                       | F                                                    | {\displaystyle F={\frac {a^{2}}{L\lambda }}}                                                                             | Usado en la difracción de las ondas electromagnéticas. | Óptica                                    |
| Número de Froude                                        | Fr                                                   | {\displaystyle Fr={\frac {V}{\sqrt {g\ell }}}}                                                                           | Relaciona el efecto de las fuerzas de inercia y las fuerzas de gravedad que actúan sobre un fluido | Hidráulica                                |
| Número de Galilei                                       | Ga                                                   | {\displaystyle Ga={\frac {g\cdot L^{3}}{\nu ^{2}}}}                                                                      | Razón entre las fuerzas gravitatorias y las fuerzas viscosas. | Mecánica de fluidos                       |
| Número de Graetz                                        | Gz                                                   | {\displaystyle Gz={\cfrac {d_{i}}{L}}RePr}                                                                               | Caracteriza el flujo laminar en un conducto | Flujo de calor                            |
| Número de Grashof                                       | Gr                                                   | {\displaystyle Gr={\frac {g\beta (T_{s}-T_{\infty })L^{3}}{\nu ^{2}}}}                                                   | Convección libre, es proporcional al cociente entre las fuerzas de flotación y las fuerzas viscosas que actúan en un fluido. | Mecánica de fluidos                       |
| Número de Hatta                                         | Ha                                                   | {\displaystyle Ha^{2}={{k_{2}C_{B,bulk}D_{A}} \over {{k_{L}}^{2}}}}                                                      | Compara la velocidad de reacción en una película de líquido con la velocidad de difusión a través de una película y se usa para la mejora de adsorción debido a la reacción química. | Catálisis                                 |
| Número de Hagen                                         | Hg                                                   | {\displaystyle {\mathit {Hg}}=-{\frac {1}{\rho }}{\frac {\mathrm {d} p}{\mathrm {d} x}}{\frac {L^{3}}{\nu ^{2}}}}        | Usado en cálculos de convección forzada. | Mecánica de fluidos                       |
| Número de Jakob                                         | Ja                                                   | {\displaystyle Ja={\frac {c_{p}(T_{s}-T_{sat})}{h_{fg}}}}                                                                | Relación entre la energía latente y la sensible absorbida durante el cambio de fase líquido-vapor. |                                           |
| Número de Karlovitz                                     | Ka                                                   | {\displaystyle Ka={\frac {\tau _{c}}{\tau _{\eta }}}}                                                                    | Usado en la combustión turbulenta y relaciona la escala de tiempo de la reacción química {\displaystyle \tau _{c}} y la escala de tiempo de turbulencia {\displaystyle \tau _{\eta }} (escala de Kolmogórov). | Química                                   |
| Número de Keulegan–Carpenter                            | {\displaystyle K_{C}}                                | {\displaystyle K_{C}={\frac {V\,T}{L}},}                                                                                 | Describe la importancia relativa de las fuerzas de arrastre más las fuerzas de inercia de los objetos en un flujo de fluido oscilatorio. | Dinámica de fluidos                       |
| Número de Knudsen                                       | Kn                                                   | {\displaystyle {\mathit {Kn}}={\frac {\lambda }{L}}={\frac {k_{B}T}{{\sqrt {2}}\;\pi \sigma ^{2}PL}}}                    | Relación entre la longitud molecular del camino libre medio y una escala de longitud física representativa. |                                           |
| Número de Kutateladze                                   | K                                                    | | flujo de dos fases contra-corriente |                                           |
| Número de Laplace (o número de Suratman, Su )           | La                                                   | {\displaystyle La=Su={\frac {\sigma \rho L}{\mu ^{2}}}\,}                                                                | Representa el cociente entre la tensión superficial y el transporte de momento (especialmente la disipación) dentro de un fluido | Mecánica de fluidos                       |
| Número de Lewis                                         | Le                                                   | {\displaystyle {\mathit {Le}}={\frac {\alpha }{\mathit {D}}}}                                                            | relación de difusividad de masa y la difusividad térmica | Mecánica de fluidos                       |
| Número de Love                                          | h, k, l                                              | | Parámetros que miden la rigidez de un cuerpo planetario y la susceptibilidad de su forma para cambiar en respuesta a un potencial de marea. | Astronomía y Geofísica                    |
| Número de Lundquist                                     | {\displaystyle S}                                    | {\displaystyle S={\frac {\mu _{0}LV_{A}}{\eta }}}                                                                        | Relación de un tiempo de resistencia a un tiempo de paso de onda de Alfvén en un plasma | Física del plasma                         |
| Número Mach                                             | M                                                    | {\displaystyle \ M={\frac {V}{a}}}                                                                                       | Velocidad relativa que se define como el cociente entre la velocidad de un objeto y la velocidad del sonido en el medio en que se mueve dicho objeto usado en dinámica de gases | Aerodinámica                              |
| Número de Marangoni                                     | Mg                                                   | {\displaystyle \mathrm {Mg} =-{\frac {d\sigma }{dT}}\;{\frac {1}{\eta \alpha }}\cdot L\cdot \Delta T}                    | Proporcional al cociente entre fuerzas de tensión superficial (térmicas) y fuerzas viscosas. Mide el flujo de Marangoni debido a las desviaciones de tensión superficial térmica |                                           |
| Número de Morton                                        | Mo                                                   | {\displaystyle {\mathit {Mo}}={\frac {g\,\mu _{L}^{4}\,\Delta \,\rho }{\rho _{L}^{2}\,\sigma ^{3}}}}                     | Caracteriza la forma de burbujas y gotas, como el Número de Eötvös. | Mecánica de fluidos e Hidráulica          |
| Número de Mpemba                                        | {\displaystyle K_{M}}                                | | Conducción térmica y difusión en congelación de una solución (ver Efecto Mpemba). | Transferencia de calor                    |
| Número de Nusselt                                       | Nu                                                   | {\displaystyle Nu={\frac {hd}{k}}}                                                                                       | Mide el aumento de la transmisión de calor desde una superficie por la que un fluido discurre (transferencia de calor por convección) comparada con la transferencia de calor si ésta ocurriera solamente por conducción.                                                                                                  | Mecánica de fluidos                       |
| Número de Ohnesorge                                     | Oh                                                   | {\displaystyle Oh={\frac {\mu }{\sqrt {\rho \sigma L}}}}                                                                 | Relaciona las fuerzas viscosas y las fuerzas de tensión superficial, y es usado en la atomización de líquidos, flujo de Marangoni | Mecánica de fluidos                       |
| Número de Péclet                                        | Pe                                                   | {\displaystyle Pe={\frac {du\rho c_{p}}{k}}=(Re)(Pr)}                                                                    | Relaciona la velocidad de advección de un flujo y la velocidad de difusión, habitualmente difusión térmica. Es equivalente al producto del número de Reynolds y el número de Prandtl en el caso de difusión térmica, y al producto del número de Reynolds y el número de Schmidt en el caso de difusión másica.            | Mecánica de fluidos                       |
| Número de Peel                                          | NP                                                   | {\displaystyle N_{\mathrm {P} }={\frac {\text{fuerza restauradora}}{\text{fuerza adhesiva}}}}                            | Recubrimiento, adhesión de microestructuras con sustrato. | Procesos químicos                         |
| Número π                                                | {\displaystyle \pi }                                 | {\displaystyle \pi ={\frac {C}{d}}\approx 3.14159}                                                                       | Relación de la circunferencia de un círculo y su diámetro | Matemáticas                               |
| Número de potencia (o número de Newton)                 | {\displaystyle N_{p}}                                | {\displaystyle N_{p}={P \over \rho n^{3}d^{5}}}                                                                          | Relaciona la fuerza de resistencia con la fuerza de inercia, usado en el consumo de energía por agitadores | Electrotecnia                             |
| Número de Prandtl                                       | Pr                                                   | {\displaystyle Pr={\frac {\nu }{\alpha }}={\frac {c_{p}\mu }{k}}}                                                        | Relación entre la difusividad de momento (viscosidad) y la difusividad térmica | Mecánica de fluidos                       |
| Número de Rayleigh                                      | Ra                                                   | {\displaystyle \mathrm {Ra} _{x}={\frac {g\beta }{\nu \alpha }}(T_{s}-T_{\infty })x^{3}}                                 | Relaciona las fuerzas de flotación y las viscosas en convección libre, y está asociado con la transferencia de calor en el interior del fluido. Cuando Ra está por debajo de un cierto valor crítico, la transferencia de calor se produce principalmente por conducción; y por encima principalmente por convección.      | Mecánica de fluidos                       |
| Número de Reynolds                                      | Re                                                   | {\displaystyle Re={\frac {vL\rho }{\mu }}}                                                                               | Relaciona la densidad, viscosidad, velocidad y dimensión típica de un flujo, e interviene en numerosos problemas de diseño de reactores y fenómenos de transporte. | Dinámica de fluidos                       |
| Número de Reynolds magnético                            | {\displaystyle R_{m}}                                | {\displaystyle R_{m}={\frac {UL}{\eta }}}                                                                                | Estima los efectos de la advección magnética respecto a la difusión magnética. | Magnetohidrodinámica                      |
| Número de Richardson                                    | Ri                                                   | {\displaystyle Ri={\frac {g\,h}{u^{2}}}}                                                                                 | Relación entre la energía potencial y la energía cinética de un fluido. Es más frecuente utilizar el recíproco de la raíz cuadrada del número de Richardson, conocido como número de Froude. | Mecánica de fluidos                       |
| Número de Rossby (o número de Kibel)                    | {\displaystyle R_{o}}                                | {\displaystyle Ro={\frac {U}{Lf}}}                                                                                       | Caracteriza el cociente entre la aceleración de un fluido y la fuerza de Coriolis debida a la rotación planetaria y describe flujos en los océanos y en la atmósfera terrestre. | Geofísica y Mecánica de fluidos           |
| Número de Rouse                                         | Z o P                                                | {\displaystyle \mathrm {P} ={\frac {w_{s}}{\kappa u_{*}}}}                                                               | Relación entre la velocidad de caída de sedimentos {\displaystyle w_{s}} y la velocidad ascensional en el grano como un producto de la constante de Von Karman {\displaystyle \kappa } y la velocidad de corte {\displaystyle u_{*}}.                                                                                      | Sedimentología                            |
| Número de Schmidt                                       | Sc                                                   | {\displaystyle \mathrm {P} ={\frac {w_{s}}{\kappa u_{*}}}}                                                               | Cociente entre la difusión de cantidad de movimiento y la difusión de masa, utilizado para caracterizar flujos en los que hay procesos convectivos de cantidad de movimiento y masa | Dinámica de fluidos                       |
| Número de Sherwood                                      | Sh                                                   | {\displaystyle Sh={\frac {K_{c}\;L}{\mathcal {D}}}}                                                                      | Representa el cociente entre la transferencia de masa por convección y difusión | Termodinámica y Mecánica de fluidos       |
| Número de Sommerfeld                                    | S                                                    | {\displaystyle \mathrm {S} =\left({\frac {r}{c}}\right)^{2}{\frac {\mu N}{P}}}                                           | Caracteriza la lubricación y se utiliza ampliamente en el diseño de cojinetes de ejes | Mecánica de fluidos                       |
| Número de Stanton                                       | St                                                   | {\displaystyle {\mathit {St}}={\frac {h}{c_{p}\cdot \rho \cdot V}}}                                                      | Relación entre el calor transferido a un fluido y su capacidad calorífica; caracteriza la transferencia de calor en flujos de convección forzada. | Mecánica de fluidos                       |
| Número de Stefan                                        | Ste                                                  | {\displaystyle Ste={\frac {C_{p}\Delta T}{L}}}                                                                           | Relaciona la capacidad calorífica y el calor latente de cambio de fase o estado de un material | Termodinámica                             |
| Número de Stokes                                        | Stk o {\displaystyle S_{k}}                          | {\displaystyle Stk={\frac {\tau \,U_{o}}{d_{c}}}}                                                                        | Cociente entre la distancia de parada de una partícula y la dimensión característica del obstácul, que caracteriza el comportamiento de las partículas suspendidas en un flujo | Mecánica de fluidos                       |
| Strain                                                  | {\displaystyle \epsilon }                            | {\displaystyle \epsilon ={\cfrac {\partial {F}}{\partial {X}}}-1}                                                        | materials science, elasticity |                                           |
| Número de Strouhal                                      | St o Sr                                              | {\displaystyle St={fL \over V}}                                                                                          | Relaciona la oscilación de un flujo con su velocidad media. | Mecánica de fluidos                       |
| Número de Taylor                                        | Ta                                                   | {\displaystyle Ta={\frac {4\Omega ^{2}R^{4}}{\nu ^{2}}}}                                                                 | Caracteriza la importancia de las fuerzas centrífugas (fuerzas de inercia debidas a la rotación de un fluido alrededor de un eje vertical) respecto a las fuerzas viscosas. | Mecánica de fluidos                       |
| Número de Ursell                                        | U                                                    | {\displaystyle U={\frac {H\,\lambda ^{2}}{h^{3}}}}                                                                       | Indica la no linealidad de extensas ondas de superficie de gravedad, en una capa de fluido. | Dinámica de fluidos                       |
| Número de Vadasz                                        | Va                                                   | {\displaystyle Va={\frac {\phi Pr}{Da}}}                                                                                 | Gobierna los efectos de la porosidad {\displaystyle \phi }, el número de Prandtl y el número de Darcy en el flujo en un medio poroso. | Dinámica de fluidos                       |
| Número velocidad de llama (Weaver flame speed number)   | Wea                                                  | {\displaystyle \mathrm {Wea} ={\frac {w}{w_{\mathrm {H} }}}100}                                                          | Velocidad de llama laminar relativa con el gas de hidrógeno. |                                           |
| Número de Weber                                         | We                                                   | {\displaystyle We={\frac {\rho v^{2}l}{\sigma }}}                                                                        | Para fluidos multifásicos, es la razón característica entre las fuerzas aerodinámicas que ejerce el gas sobre una película delgada y las fuerzas de tensión que actúan en la superficie del líquido. | Mecánica de fluidos                       |
| Número de Weissenberg                                   | Wi                                                   | {\displaystyle Wi={\dot {\gamma }}\lambda }                                                                              | En el estudio de flujos viscoelásticos, es el cociente entre el tiempo de relajación del fluido y el tiempo específico de un proceso. | Mecánica de fluidos                       |
| Número de Womersley                                     | {\displaystyle \alpha }                              | {\displaystyle \alpha =R\left({\frac {\omega \rho }{\mu }}\right)^{\frac {1}{2}}}                                        | En biomecánica de fluidos, representa la relación entre la frecuencia de un flujo pulsante y los efectos viscosos. | Mecánica de fluidos                       |
| Parámetro de Lockhart–Martinelli                        | {\displaystyle \chi }                                | {\displaystyle \chi ={\frac {m_{\ell }}{m_{g}}}{\sqrt {\frac {\rho _{g}}{\rho _{\ell }}}}}                               | Expresa la fracción líquida de un fluido que fluye; su principal aplicación es en la caída de presión de dos fases y en los cálculos de transferencia de calor ebullición/condensación. |                                           |
| Parámetro de Shields                                    | {\displaystyle \tau _{*}} or {\displaystyle \theta } | {\displaystyle \tau _{\ast }={\frac {\tau }{(\rho _{s}-\rho )gD}}}                                                       | Umbral de movimiento de sedimentos debido a un movimiento fluido. | Sedimentología                            |
| Parámetro de Wallis                                     | J*                                                   | {\displaystyle \alpha =R\left({\frac {\omega \rho }{\mu }}\right)^{\frac {1}{2}}}                                        | Velocidad superficial adimensional en flujos multifásicos. | Dinámica de fluidos                       |
| Perveance                                               | K                                                    | {\displaystyle {K}={\frac {I}{I_{0}}}\,{\frac {2}{{\beta }^{3}{\gamma }^{3}}}(1-\gamma ^{2}f_{e})}                       | Medida de la fuerza de carga espacial en un haz de partículas cargadas. |                                           |
| Peso atómico                                            | M                                                    | | La relación de la masa promedio de átomos de un elemento (a partir de una sola muestra o fuente dada) con 1/12 de la masa de un átomo de carbono-12 (conocida como la unidad de masa atómica unificada). | Química                                   |
| Porosidad                                               | {\displaystyle \phi }                                | {\displaystyle \phi ={\frac {V_{\mathrm {V} }}{V_{\mathrm {T} }}}}                                                       | Fracción del volumen de huecos sobre el volumen total. | Mecánica de suelos, catálisis heterogénea |
| Número áureo                                            | {\displaystyle \varphi }                             | φ = (1+√5)/2 | Relación o proporción entre dos segmentos de una recta. | Matemáticas y estética                    |
| Relación de marchas (o «razón de cambio»)               |                                                      | | Refiere a la velocidad a la que las piernas del ciclista dan vuelta en comparación con la velocidad a la que giran las ruedas. | Mecánica                                  |
| Tasa de amortiguamiento (Damping ratio)                 | {\displaystyle \zeta }                               | {\displaystyle \zeta ={\frac {c}{2{\sqrt {km}}}}}                                                                        | El nivel de amortiguamiento en un sistema. |                                           |